# John Stapylton Habgood

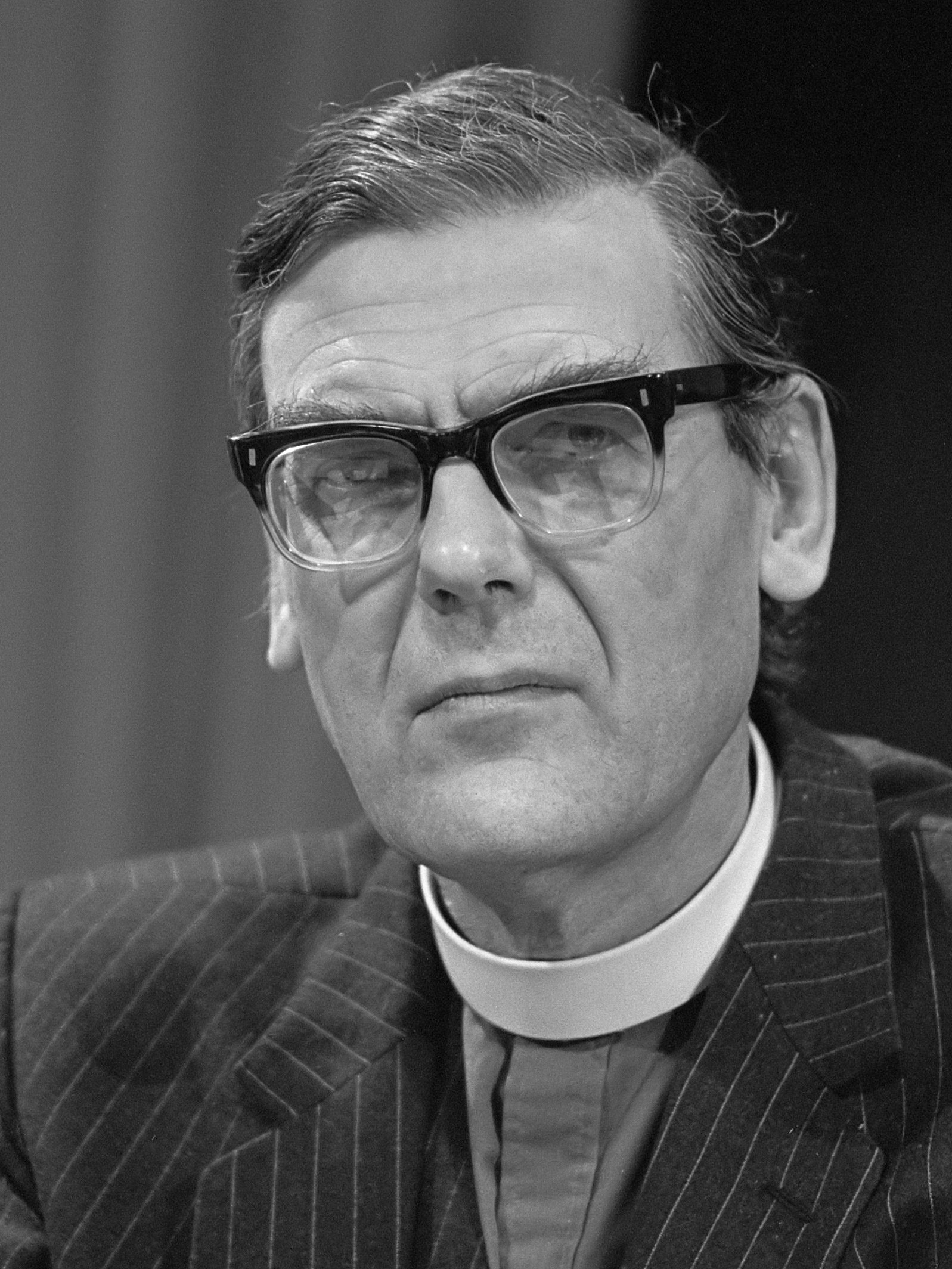
John Stapylton Habgood, Baron Habgood (1981)

John Stapylton Habgood, Baron Habgood PC (* 23. Juni 1927 in Stony Stratford; † 6. März 2019) war ein britischer anglikanischer Geistlicher. Er war von 1973 bis 1983 Bischof von Durham und von 1983 bis 1995 Erzbischof von York. Als Life Peer war er Mitglied im House of Lords.

## Leben
Habgood besuchte von 1941 bis 1945 das Eton College und anschließend das King’s College der University of Cambridge, wo er Physik, Chemie, Mathematik und Physiologie studierte. Er schloss das Studium 1952 mit einem Ph.D. ab und erhielt ein Research Fellowship am King’s College bis 1955.
Bereits seit 1947 war er in Cambridge Mitglied der Christian Union geworden und unterstützte in dieser Funktion neue Studenten. Zweifel über die seinerzeit unsichere Lage und seinen bisher angestrebten Berufsweg führten 1953 zu seiner Entscheidung, die Ausbildung zum anglikanischen Geistlichen am Ripon Theological College in Cuddesdon bei Oxford aufzunehmen. Von 1950 bis 1953 leitete er an der University of Cambridge Übungsseminare in Pharmakologie. Von 1952 bis 1955 war er Fellow des King’s College.
Von 1954 bis 1956 war er Vikar (Curate) an der Kirche St. Mary Abbots in Kensington. 1955 wurde er zum Priester ordiniert und kehrte 1956 nach Cambridge zurück, um am Westcott House als stellvertretender Leiter Theologie zu unterrichten. Dort gehörte er zu einer Gruppe anglikanischer Theologen, die für die Veröffentlichung von Soundings verantwortlich waren, einem maßgeblichen Werk, in dem kritische Meinungen zur seinerzeitigen Bibelauslegung publiziert wurden. Von 1962 bis 1967 war Habgood Pfarrer (Rector) an der St John’s Church in Jedburgh.
1967 wurde ihm die Leitung der stark erweiterten theologischen Hochschule Queen’s College in Edgbaston bei Birmingham angeboten, die bereits vollständig eingerichtet war, aber noch sehr wenige Studenten hatte. Nach einem Zusammenschluss mit dem Handsworth Methodist College (1970) wurde das Queen’s College die erste und bisher einzige ökumenische theologische Hochschule im Vereinigten Königreich. Habgood hielt gleichzeitig zusammen mit John Hick Vorlesungen über Ethik an der University of Birmingham. Von 1971 bis 1973 war er Honorarkanoniker (Honorary Canon) an der Birmingham Cathedral.
Im Jahr 1973 wurde er zum Bischof von Durham ernannt und wurde gleichzeitig Mitglied im House of Lords. Damit verbunden war auch eine starke Einbindung in die Arbeit des britischen Kirchenrates und später in die des Weltkirchenrats, bei dem er die Vermittlung zwischen dem kirchlichen und dem gesellschaftlichen Zweig übernahm. 1983 wurde er zum Erzbischof von York ernannt und wurde Privy Counsellor. Neben vielen weiteren Aktivitäten übernahm er den Vorsitz in dem Gremium, das sowohl die römisch-katholische Kirche als auch die Pfingstgemeinden zur Mitarbeit in der ökumenischen Bewegung Großbritanniens veranlasste. Zu jener Zeit bestanden zwischen der Kirche von England und der Regierung Margaret Thatchers große Meinungsunterschiede, aber er konnte entscheidenden Einfluss auf die Verabschiedung des Gesetzes Human Fertilization and Embryology Act nehmen. Er wurde auch als möglicher Nachfolger von Robert Runcie gehandelt.
Von 1983 bis 1991 war er Mitglied des Zentralausschusses der Weltkirchenrats und von 1983 bis 1990 Moderator der Unterabteilung „Kirche und Gesellschaft“ (Church and Society Sub-Unit). Er verfasste mehrere natur- und religionswissenschaftliche Bücher. Habgood war Mitglied und zeitweise Präsident des Science and Religion Forum.

## Mitgliedschaft im House of Lords
Als Bischof saß er vom 30. April 1973 bis 8. September 1995 im House of Lords. Bei Niederlegung seines Amtes wurde er am 8. September 1995 als Baron Habgood, of Calverton in the County of Buckinghamshire, zum Life Peer erhoben und erhielt den Parlamentssitz dadurch auf Lebenszeit.
Als seine politischen Interessen gab er Naturwissenschaft, Medizin und Ethik an. Als Staat von Interesse nannte er Südafrika. Drei Jahre führte er den Vorsitz in der Regierungskommission zur Xenotransplantation.
Am 12. Mai 2006 meldete er sich zuletzt zu Wort. Zum letzten Mal nahm er am 14. März 2007 an einer Abstimmung teil. Seit dem 25. Mai 2010 war er aufgrund eines durch das House of Lords gewährten Leave of Absence dauerhaft beurlaubt.
Am 3. Oktober 2011 nahm Habgood eine in der Geschäftsordnung des Parlaments neu geschaffene Ruhestandsregelung (Voluntary Retirement Scheme) in Anspruch; danach wird es Mitgliedern des House of Lords erstmals gestattet, dauerhaft auf ihr Mandat zu verzichten.

## Ehrungen
Habgood wurde von den Universitäten Cambridge (1984), Oxford (1996), Durham (1975), Aberdeen (1988), London (2005), Hull (1991), York (1996, PA), Manchester (1996) und der Huron (1990) zum Ehrendoktor ernannt.
1986 wurde er Honorary Fellow des King’s College. 2000 wurde er Honorary Bencher bei der Anwaltskammer Inner Temple.

## Familie
1961 heiratete er Rosalie Boston, eine Musikerin und Musiklehrerin. 1962 zog das Paar in die Gemeinde Jedburgh nach Schottland, wo drei ihrer vier Kinder zur Welt kamen.
Er starb Anfang März 2019.

## Veröffentlichungen
- Truths in Tension, Holt, Rinehart and Winston, 1964, ISBN unbekannt
- Religion and Science, Hodder & Stoughton Ltd, 1972, ISBN 978-0-340-16120-3
- A Working Faith, Darton, Longman & Todd Ltd, 1980, ISBN 978-0-232-51454-4
- Church and Nation in a Secular Age, Darton, Longman & Todd Ltd, 1983, ISBN 978-0-232-51608-1
- Confessions of a Conservative Liberal, SPCK Publishing, 1988, ISBN 978-0-281-04384-2
- Making Sense: A Collection of Sermons Published on the Archbishop of York’s 10th Anniversary in Office, SPCK Publishing, 1993, ISBN 978-0-281-04711-6
- Faith and Uncertainty, Darton, Longman & Todd Ltd, 1997, ISBN 978-0-232-52227-3
- Being a Person: Where Faith and Science Meet, Hodder & Stoughton Religious, 1998, ISBN 978-0-340-69073-4
- Varieties of Unbelief (Bampton Lectures), Darton, Longman & Todd Ltd, 2000, ISBN 978-0-232-52320-1
- The Concept of Nature (Gifford Lectures), Darton, Longman & Todd Ltd, 2002, ISBN 978-0-232-52439-0